# Emsauen zwischen Ledamündung und Oldersum
Koordinaten: 53° 13′ 40″ N, 7° 25′ 10″ O

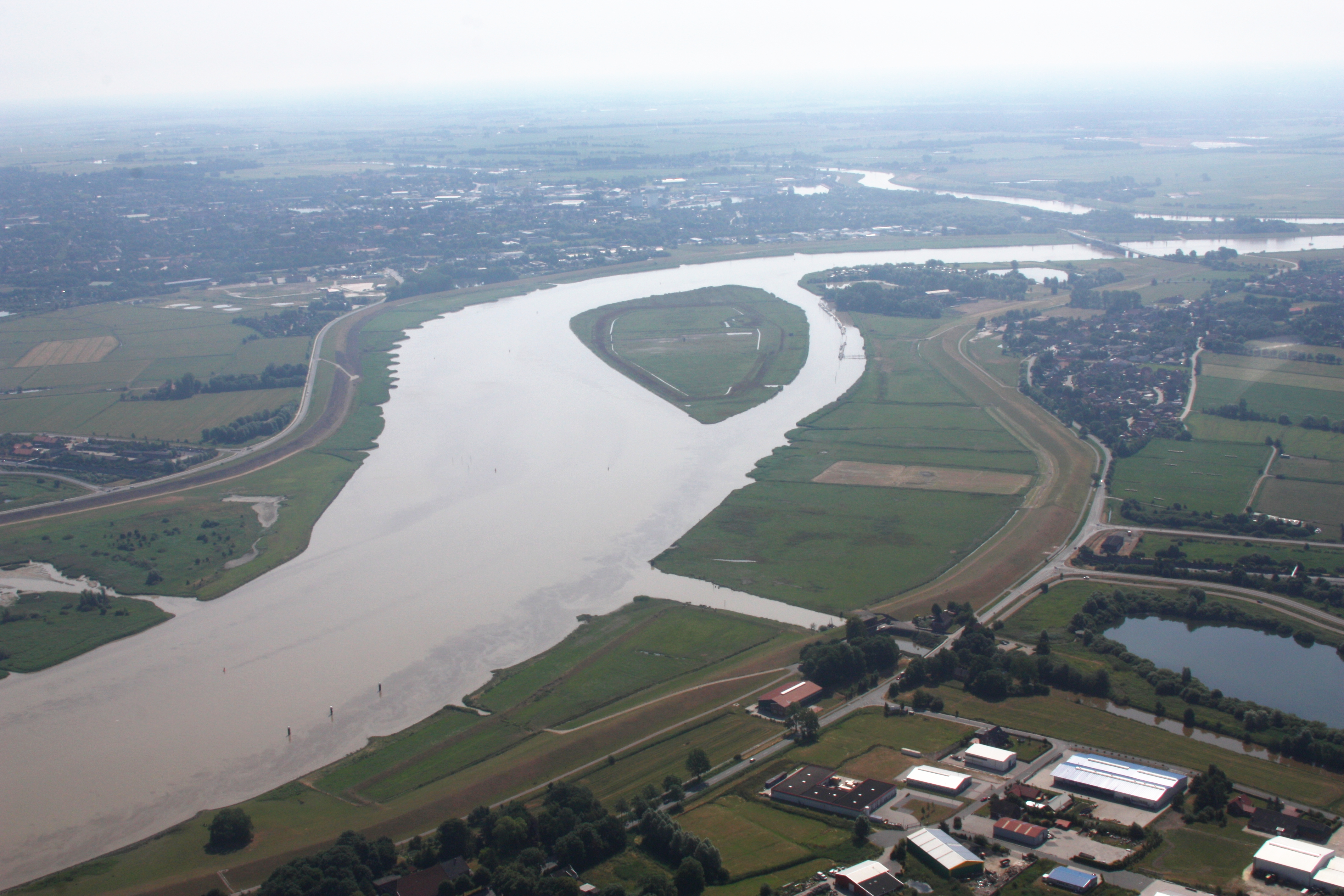
Ems mit Bingumer Sand und Teilen des ehemaligen Naturschutzgebietes auf beiden Seiten des Flusses

Die Emsauen zwischen Ledamündung und Oldersum sind ein ehemaliges Naturschutzgebiet in der Stadt Leer und in den Gemeinden Westoverledingen, Jemgum und Moormerland im Landkreis Leer.

## Allgemeines
Das Naturschutzgebiet mit dem Kennzeichen NSG WE 272 war rund 600 Hektar groß. Es war vollständig Bestandteil des 4.019 Hektar großen EU-Vogelschutzgebietes „Emsmarsch von Leer bis Emden“ und bis auf eine etwa 3,5 Hektar große Teilfläche an der Ledamündung auch Bestandteil des 7376,81 Hektar großen FFH-Gebietes „Unterems und Außenems“. Das Gebiet stand seit dem 3. Februar 2009 unter Schutz. Zum 15. Juni 2017 ging es in dem neu ausgewiesenen Naturschutzgebiet „Unterems“ auf. Zuständige untere Naturschutzbehörde war der Landkreis Leer.

## Beschreibung
Das ehemalige Naturschutzgebiet, das aus sechs Teilflächen bestand, erstreckte sich beidseitig der Ems zwischen der Mündung der Leda südlich von Leer und Oldersum, einem Ortsteil der Gemeinde Moormerland südöstlich von Emden. Es stellte Teile der Deichvorländer sowie die vor Bingum liegende Flussinsel Bingumer Sand und die bei Oldersum liegende Flussinsel Hatzumer Sand unter Schutz. Im Bereich der beiden Flussinseln sind Teile der Ems in das Naturschutzgebiet einbezogen.
Das ehemalige Naturschutzgebiet wird in erster Linie von Brackwasserröhrichten und Grünlandbereichen unterschiedlicher Feuchte und Nutzungsintensität geprägt. Stellenweise sind Salzwiesen ausgebildet. Die Vorländer werden stellenweise von Prielen durchzogen. Zusammen mit dem Rheiderland, dem Dollart und den rechts der Ems liegenden Marschen ist das Gebiet ein wichtiges Überwinterungs- und Rastgebiet für nordische Gänse.
Der Bingumer Sand ist in seinem zentralen Bereich gepoldert. Das Grünland wird extensiv beweidet. Der Hatzumer Sand unterliegt keiner Nutzung. Er wird fast vollständig von Schilfröhricht eingenommen. Auf seiner Ostseite befinden sich mehrere tiefe Priele. Die Vordeichfläche südöstlich des Hatzumer Sandes ist teilweise gepoldert. Sie wird nur bei besonders hohen Wasserständen der Ems überflutet. Nördliche des Nüttermoorer Sieltiefs befindet sich ein ehemaliges Spülfeld. Hier haben sich Weidengebüsche angesiedelt.
In Teilen des ehemaligen Naturschutzgebietes wurden Kompensationsmaßnahmen durchgeführt. Vormals genutzte Flächen werden nun ihrer natürlichen Sukzession überlassen. Auch auf dem Bingumer Sand wurden Kompensationsmaßnahmen durchgeführt. Hier wird über Zuwässerungsbauwerke im Polder ein erhöhter Wasserstand gehalten. Im Zuge der Kompensationsmaßnahmen angelegte Wasserflächen unterliegen der natürlichen Sukzession.
Bei Midlum ist das ehemalige Naturschutzgebiet durch das Areal der im Außendeichgelände liegenden, ehemaligen Ziegelei Cramer und der Midlumer Sielmuhde unterbrochen. Bei Oldersum verläuft die Zufahrt zum Hafen durch das ehemalige Naturschutzgebiet.

## Flora und Fauna
Das Gebiet ist wichtiger Lebensraum einer artenreichen Avifauna. Besondere Bedeutung hat es für Röhrichtbrüter, verschiedene Limikolen sowie Enten, Gänse und Schwäne. Insbesondere für Limikolen und Gänse ist das Gebiet auch ein wichtiges Rast- und Überwinterungsgebiet. Im ehemaligen Naturschutzgebiet sind Rohr-, Korn- und Wiesenweihe heimisch. Weiterhin kommt die Sumpfohreule hier vor. Limikolen sind u. a. durch Kampfläufer, Bekassine, Großer Brachvogel, Uferschnepfe, Säbelschnäbler, Rot- und Grünschenkel, Kiebitz, Flussuferläufer, Dunkler Wasserläufer und Waldwasserläufer sowie die Regenpfeifer Goldregenpfeifer, Seeregenpfeifer und Sandregenpfeifer, Entenvögel durch die Enten Brandgans, Spieß-, Löffel-, Krick-, Knäk-, Schnatter-, Tafel- und Schellente, die Gänse Kurzschnabel-, Waldsaat-, Ringel- und Kanadagans, und die Schwäne Höcker-, Zwerg- und Singschwan vertreten. Weiterhin sind im Gebiet Haubentaucher, Gänse- und Zwergsäger sowie verschiedene Möwen, darunter Sturm-, Silber-, Herings-, Mantel- und Schwarzkopfmöwe. Singvögel sind u. a. durch Feldlerche, Schilfrohrsänger, Rohrschwirl, Bartmeise, Blau- und Braunkehlchen vertreten. Das Gebiet ist auch Lebensraum für Rohrdommel, Graureiher, Wachtel und die Rallen Tüpfelsumpfhuhn und Blässhuhn. Gastvögel im ehemaligen Naturschutzgebiet sind u. a. Graugans, Blässgans, Weißwangengans, Pfeifente und Regenbrachvogel.